# Non est vivere, sed valere vita est
Non est vivere, sed valere vita est è una locuzione latina presente in un epigramma di Marziale (Marziale, Epigrammi, libro VI, 70:15).
La traduzione letterale è:"La vita non è vivere, ma essere valido", che si può interpretare come "Senza capacità vitali , la vita non è degna di essere vissuta".
La frase è spesso citata come giustificazione dell'eutanasia, va tuttavia precisato che l'etica nella società romana differiva alquanto da quella attuale. Citiamo come esempio due casi: il diritto romano classificava i sordi come "mentecatti", considerando impossibile fornire loro un'educazione; ugualmente i sordomuti erano considerati "incapaci": a loro era vietato stipulare contratti ed essere tutori, non potevano fare da testimoni nei testamenti, né fare essi stessi testamento.
Ma il significato "profondo", "vero" è : la vita non è semplicemente esistere in senso fisico, ma soprattutto essere una persona che "vale", una persona cioè che è in grado di fare qualcosa di "utile" per la società o il mondo, e che per questo può essere apprezzata la sua permanenza nella società.